# Aice5
 (mai 2025).
Si vous disposez d'ouvrages ou d'articles de référence ou si vous connaissez des sites web de qualité traitant du thème abordé ici, merci de compléter l'article en donnant les références utiles à sa vérifiabilité et en les liant à la section « Notes et références ».
Aice5 (アイス, Aisu) est un groupe japonais entièrement féminin de J-pop. Il est composé de cinq seiyū : Yui Horie, Chiaki Takahashi, Akemi Kanda, Masumi Asano et Madoka Kimura. Yui Horie a fondé le groupe le 29 octobre 2005.